# The Terror
The Terror es una serie de televisión estadounidense de terror antológica que se estrenó en AMC el 25 de marzo de 2018. La primera temporada se basa en la novela bestseller de 2007  del mismo nombre de Dan Simmons, basada a su vez en la denominada expedición perdida de Franklin. Una segunda temporada de diez episodios se estrenó el 12 de agosto de 2019. En febrero de 2024, la serie fue renovada para una tercera temporada, subtitulada Devil in Silver, basada en la novela homónima de Victor LaValle y cuyo estreno está previsto para 2025.

## Sinopsis

### Temporada 1
Las tripulaciones a bordo de los barcos de exploración polar de la Royal Navy HMS Erebus y HMS Terror se aventuran en un territorio inexplorado en busca del paso del Noroeste. Los barcos pronto quedan atrapados, congelados y aislados; y los que están a bordo deberán sobrevivir a las duras condiciones climáticas y a ellos mismos.

### Temporada 2
Ambientada durante la Segunda Guerra Mundial, sigue a una serie de muertes extrañas que persiguen a una comunidad japonés-estadounidense internada en un campo de concentración americano y al viaje de un joven para comprender y combatir a la entidad malévola responsable.

### Temporada 3
Cuenta la historia de Pepper, un hombre de clase trabajadora que se encuentra internado injustamente en el Hospital Psiquiátrico de New Hyde. Allí debe enfrentarse a pacientes, médicos con oscuros secretos y a una presencia demoniaca.

## Elenco y personajes

### Temporada 1
Principales
- Jared Harris como el Capitán Francis Crozier
- Tobias Menzies como el Comandante James Fitzjames
- Paul Ready como el Dr. Henry Goodsir
- Adam Nagaitis como Cornelius Hickey
- Ian Hart como Thomas Blankly
- Nive Nielsen como Sra. Silencio
- Ciarán Hinds como el Capitán Sir John Franklin

Recurrentes
- Greta Scacchi como Lady Jane Franklin
- Trystan Gravelle como Henry Collins
- Alfie Kingsnorth como David Young
- Alistair Petrie como el Dr. Stephan S. Stanley
- Richard Sutton como Sir James Clark Ross
- David Walmsley como el Sargento Solomon Tozer
- Tom Weston-Jones como el Teniente Graham Gore
- Joe Hurst como Thomas Evans
- Jack Colgrave Hirst como Tom Hartnell
- Freddie Greaves como William Strong
- Mikey Collins como Robert Golding
- Liam Garrigan como Thomas Jopson
- Stephen Thompson como Magnus Manson
- Charles Edwards como el Dr. Alexander McDonald
- Sebastian Armesto como Charles Frederick Des Voeux
- Christos Lawton como el Teniente George Henry Hodgson
- James Laurenson como Sir John Barrow
- Matthew McNulty como el Teniente Edward Little
- Ronan Raftery como el Teniente John Irving
- Chris Corrigan como el Teniente John Diggle
- Anthony Flanagan como John Morfin
- Sian Brooke como Sophia Cracroft
- Caroline Boulton como Lady Ann Ross
- Richard Riddell como el Sgto. David Bryant
- Mike Kelly como John Gregory
- Declan Hannigan como el Teniente Henry Thomas Dundas Le Vesconte
- Kevin Guthrie como Henry Peglar
- Vin Hawke como George Barrow
- Edward Ashley como el Teniente William Gibson
- John Lynch como John Bridgens
- Owen Good como Charles Best

### Temporada 2
Principales
- Derek Mio como Chester Nakayama (nacido como Taizo Tanabe)[9]
- Kiki Sukezane como Yuko Tanabe[9][10]
- Cristina Rodlo como Luz Ojeda[10]
- Shingo Usami como Henry Nakayama[9]
- Naoko Mori como Asako Nakayama[9]
- Miki Ishikawa como Amy Yoshida[9][10]
- George Takei como Nobuhiro Yamato[9][10]

Recurrentes
- Hira Ambrosino como Fumi Yoshida
- Eiji Inoue como Hideo Furuya
- James Saito como Wilson Yoshida
- Reilly Dolman como Marlon
- Lee Shorten como Walt Yoshida
- Alex Shimizu como Toshiro Furuya
- Yuta Takenaka como Genzo
- Camille Martinez como Señorita Antoinette
- C. Thomas Howell como el Mayor Hallowell Bowen[9]
- Reed Diamond como el Coronel Stallings
- Christopher Naoki Lee como Ken Uehura[11]
- Aya Furukawa como Sachiko
- Matthew Smalley como Soldado Nessler
- Hiro Kanagawa como el Dr. Kitamura
- Emi Kamito como la enfermera Hasegawa
- Marcus Toji como Arthur Ogawa
- Clayton Chitty como el Soldado Burlingham
- Ruben Garfias como Bart Ojeda
- William MacDonald como George Nicol
- Nathan Houle como el Sargento Gimbel
- Naomi Simpson como la Hermana Agatha
- Alma Martínez como Rocío Trujillo
- Juana Lerma Juárez como Paula
- Hugo Ateo como Héctor
- Mia García como Elena
- Pierce Kang como Jirou Tanabe
- Francisco Trujillo como el Padre Ysidro

Invitados destacados
- Mayumi Yoshida como Shiori
- Peter Shinkoda como Soldado Ishinabe
- Ted Cole como el Mayor Van Allen
- Jorge Vargas como el Comisario Cisneros
- Garry Chalk como el Sr. Delaney
- Sab Shimono como Kazu

## Episodios
| N.º (serie) | Título                      | Director             | Guionista(s)           | Primera emisión     | Audiencia (en millones) |
| --- | --------------------------- | -------------------- | ---------------------- | ------------------- | ----------------------- |
| 1 | «Go for Broke»              | Edward Berger        | David Kagjanich        | 25 de marzo de 2018 | 3,34                    |
| 2 | «Gore»                      | Edward Berger        | Soo Hugh               | 26 de marzo de 2018 | 1,39                    |
| 3 | «The Ladder»                | Sergio Mimica-Gezzan | Gina Welch             | 2 de abril de 2018  | 1,11                    |
| 4 | «Punished, as a Boy»        | Edward Berger        | David Kajganich        | 9 de abril de 2018  | 1,17                    |
| A medida que la criatura continúa atacando a la tripulación. Los marines comienzan a sospechar que es de origen sobrenatural. Hickey lidera una misión no autorizada para secuestrar a la Sra. Silencio, creyendo que tiene algún tipo de conexión con la criatura. Por esta insubordinación, Crozier somete a Hickey a varios latigazo severos. Todos menos diez de la tripulación del Terror deciden pasarse al Erebus, optada por Crozier debido a la posición precaria del Terror por un defecto en el hielo. |                             |                      |                        |                     |                         |
| 5 | «First Shot a Winner, Lads» | Sergio Mimica-Gezzan | Josh Parkinson         | 16 de abril de 2018 | 0,91                    |
| Goodsir habla con la Sra. Silencio en un esfuerzo por aprender su idioma, pero tiene poco éxito aprendiendo sobre la naturaleza de la criatura que no sea su nombre, "Tuunbaq". Crozier se vuelve temperamental mientras se queda sin licor, y envía hombres en misiones peligrosas entre los dos barcos con el único propósito de robar más botellas del Erebus. El Tuunbaq ataca al Terror y persigue a Blankly, golpeando tan severamente su pierna que luego requiere amputación, pero los hombres logran herirlo con un cañón, mientras que la Sra. Silencio se escapa de la conmoción. Crozier decide estar sobrio, postergando la autoridad sobre ambos barcos a Fitzjames mientras sufre de abstinencia.                          |                             |                      |                        |                     |                         |
| 6 | «A Mercy»                   | Sergio Mimica-Gezzan | Vinnie Wilhelm         | 23 de abril de 2018 | 0,92                    |
| Ahora a cargo tanto del Terror como del Erebus, Fitzjames planea abandonar los barcos y llevar a los hombres de regreso a la civilización a pie. Para suavizar el impacto de esta noticia, organiza un carnaval en el hielo fuera de los barcos. Goodsir descubre que todas las latas de comida en los barcos están envenenando a los tripulantes e intenta advertir a su superior, el Dr. Stanley, quien parece ignorar las noticias. Después de semanas de retiro, Crozier se recupera a tiempo para visitar el carnaval de Fitzjames. Crozier comienza a anunciar el plan de irse a pie, pero es interrumpido por un Dr. Stanley mentalmente desquiciado, que se prende fuego a sí mismo y a la tienda del carnaval, matando a muchos. |                             |                      |                        |                     |                         |
| 7 | «Horrible from Supper»      | Tim Mielants         | Andres Fischer-Centeno | 30 de abril de 2018 | 0,97                    |
| 8 | «Terror Camp Clear»         | Tim Mielants         | David Kajganich        | 7 de mayo de 2018   | 0,86                    |
| 9 | «The C, the C, the Open C»  | Tim Mielants         | Soo Hugh               | 14 de mayo de 2018  | 0,78                    |
| 10 | «We Are Gone»               | Tim Mielants         | David Kajganich        | 21 de mayo de 2018  | 0,79                    |

## Producción

### Desarrollo
Después del éxito de The Walking Dead, AMC planeó crear una serie de terror basada en la novela The Terror. En marzo de 2016, se confirmó que AMC ordenó 10 episodios para la serie, con una fecha prevista en 2018.
En diciembre de 2017, se anunció que la serie se estrenaría el 26 de marzo de 2018.
El 22 de junio de 2018, se anunció que AMC había renovado la serie para una segunda temporada de diez episodios que se estrenaría en 2019, cocreada por Max Borenstein y Alexander Woo, quien también sería el showrunner. Se anunció además que la segunda temporada tendría lugar en la costa oeste de los Estados Unidos durante la Segunda Guerra Mundial. El 17 de octubre de 2018, se anunció que Josef Kubota Wladyka dirigiría el primer episodio de la temporada 2. El 18 de diciembre de 2018, se anunció que George Takei se desempeñaría como consultor de la temporada.

### Reparto

#### Temporada 1
En septiembre de 2016, se anunció que Tobias Menzies había sido elegido para formar parte del elenco principal, interpretando a James Fitzjames. Semanas después se anunció que Jared Harris también formaría parte del elenco principal como Francis Crozier, y adicionalmente se unieron Ciaran Hinds como Sir John Franklin, Paul Ready como Henry Goodsir y Adam Nagaitis como Cornelius Hickey. En noviembre de 2016, se informó que Edward Ashley, Liam Garrigan y Ronan Raftery también se sumarían a la serie en papeles recurrentes. El mes siguiente, se anunció que Matthew McNulty se uniría a la serie interpretando a un teniente del HMS Terror.

#### Temporada 2
El 18 de octubre de 2018, se anunció que Derek Mio había sido elegido en el papel principal de Chester Nakayama. En diciembre de 2018, se anunció que Cristina Rodlo y George Takei habían sido seleccionados en papeles principales, mientras que Kiki Sukezane, Miki Ishikawa, Shingo Usami y Naoko Mori también se sumaban al reparto. El 18 de enero de 2019, se anunció que Christopher Naoki Lee había sido elegido para un papel recurrente.

### Rodaje
La primera temporada de la serie se rodó en la Isla de Pag, Croacia, y en Budapest, Hungría, durante 6 meses y medio. El rodaje de la segunda temporada comenzó en enero de 2019 en Vancouver, Canadá.

### Marketing
Tras anunciarse su fecha de estreno se lanzaron las primeras imágenes promocionales y el teaser tráiler. El 20 de febrero de 2018, la serie tuvo su estreno internacional en el Festival Internacional de Cine de Berlín en el cine Zoo Palast de Berlín. El 22 de marzo de 2019, se anunció que el ATX Television Festival haría un panel de conversación con el cocreador, showrunner y productor ejecutivo Alexander Woo y el consultor y protagonista George Takei, mostrando el detrás de escena del proceso de producción de la segunda temporada.

## Distribución
La primera temporada de la serie se estrenó en AMC en Estados Unidos el 25 de marzo de 2018 y concluyó el 21 de mayo de 2018. Luego se estrenaron los 10 episodios en Amazon Prime Video en todos los demás países donde el servicio está presente (excepto el Reino Unido) a partir de 26 de marzo de 2018. En el Reino Unido, The Terror se estrenó en AMC el 24 de abril de 2018. En Latinoamérica se estrenó el 26 de marzo de 2018.
En el 2024 la primera temporada se estrenó en Netflix.

## Recepción
En el sitio web especializado Rotten Tomatoes, la serie tiene una calificación de aprobación del 91% en base a 35 reseñas, con una calificación promedio de 8.8/10. El consenso crítico del sitio web dice: «Un thriller envuelto en un paquete de drama de prestigio, The Terror crea un terror sobrenatural y apasionante». El sitio web Metacritic, que usa un promedio ponderado, le asignó un puntaje de 76 sobre 100 basado en 18 reseñas, indicando «reseñas generalmente favorables».